# حارة الصرح (زنجبار)

تعديل مصدري - تعديل

الصرح هي إحدى حارات حي ناجي بمدينة زنجبار التابعة لمحافظة أبين، بلغ تعداد سكانها 1515 نسمة حسب تعداد اليمن لعام 2004.